# Élections législatives bas-canadiennes de 1800
Les élections législatives bas-canadiennes de 1800 se sont déroulées du 7 juin 1800 au 28 juillet 1800 au Bas-Canada afin d'élire les députés de la 3e législature de la Chambre d'assemblée. 

## Chronologie
- 4 juin 1800 : Proclamation annonçant les élections générales.
- 7 juin 1800 : Émission des brefs.
- 28 juillet 1800 : Retour des brefs.
- 8 janvier 1801 : Ouverture de la 1re session de la 3e législature par le lieutenant-gouverneur Robert Shore Milnes.

## Résultats
| Canadiens | Bureaucrates | Non affiliés |
| 26 sièges | 19 sièges    | 5 sièges     |

### Résultats par district électoral
- Bedford : John Steel
- Buckingham n° 1 : John Craigie
- Buckingham n° 2 : Louis Gouin
- Cornwallis n° 1 : Joseph Boucher
- Cornwallis n° 2 : Alexandre Menut
- Devon n° 1 : Jean-Bernard Pelletier
- Devon n° 2 : François Bernier
- Dorchester n° 1 : Jean-Thomas Taschereau
- Dorchester n° 2 : John Caldwell
- Effingham n° 1 : André Nadon
- Effingham n° 2 : Charles-Jean-Baptiste Bouc
- Gaspé : William Vondenvelden
- Hampshire n° 1 : François Huot
- Hampshire n° 2 : Joseph-Bernard Planté
- Hertford n° 1 : Michel Tellier
- Hertford n° 2 : Louis Blais
- Huntingdon n° 1 : Joseph-François Perrault
- Huntingdon n° 2 : Jean-Baptiste Raymond
- Kent n° 1 : François Viger
- Kent n° 2 : Antoine Ménard dit Lafontaine
- Leinster n° 1 : Jean Archambault
- Leinster n° 2 : Louis-Marie-Joseph Beaumont
- Comté de Montréal n° 1 : Joseph Papineau
- Comté de Montréal n° 2 : Thomas Walker
- Montréal-Est n° 1 : Pierre-Louis Panet
- Montréal-Est n° 2 : Francis Badgley
- Montréal-Ouest n° 1 : James McGill
- Montréal-Ouest n° 2 : Joseph Périnault
- Northumberland n° 1 : Pierre-Stanislas Bédard
- Northumberland n° 2 : Jean-Marie Poulin
- Orléans : Jérôme Martineau
- Comté de Québec n° 1 : Louis Paquet
- Comté de Québec n° 2 : Michel-Amable Berthelot Dartigny
- Basse-ville de Québec n° 1 : Robert Lester
- Basse-ville de Québec n° 2 : John Young
- Haute-ville de Québec n° 1 : Jean-Antoine Panet
- Haute-ville de Québec n° 2 : Augustin-Jérôme Raby
- Richelieu n° 1 : Louis-Édouard Hubert
- Richelieu n° 2 : Charles Benoit Livernois
- Saint-Maurice n° 1 : Thomas Coffin
- Saint-Maurice n° 2 : Mathew Bell
- Surrey n° 1 : François Lévesque
- Surrey n° 2 : Chevalier de Rocheblave
- Trois-Rivières n° 1 : John Lees
- Trois-Rivières n° 2 : Pierre-Amable de Bonne
- Warwick n° 1 : Ross Cuthbert
- Warwick n° 2 : James Cuthbert
- William-Henry : Jonathan Sewell
- York n° 1 : Louis-Charles Foucher
- York n° 2 : Joseph Bédard

## Sources
- Section historique du site de l'Assemblée nationale du Québec